# Hangzhou Sports Park
El Hangzhou Sports Park (en español: Parque Deportivo de Hangzhou) o Hangzhou Olympic Sports Center es un complejo deportivo ubicado en la ciudad de Hangzhou, Provincia de Zhejiang, China. El complejo incluye el Estadio de fútbol de Hangzhou y el estadio cubierto de Hangzhou. El complejo deportivo está construido sobre un terreno de 60.000 metros cuadrados junto al Río Qiantang.
El Estadio de Hangzhou es un estadio de usos múltiples, fue inaugurado en 2018 y posee una capacidad para 80.000 espectadores. Fue diseñado por la firma de arquitectura, planificación y diseño NBBJ en colaboración con CCDI. Se utiliza de preferencia para partidos de fútbol y además cuenta con pista de atletismo.
El estadio cubierto poseee una capacidad para 10.000 personas y en el se disputan deportes como tenis, basquetbol y voleibol entre otros.
El complejo deportivo es la sede de los Juegos Asiáticos de 2022.

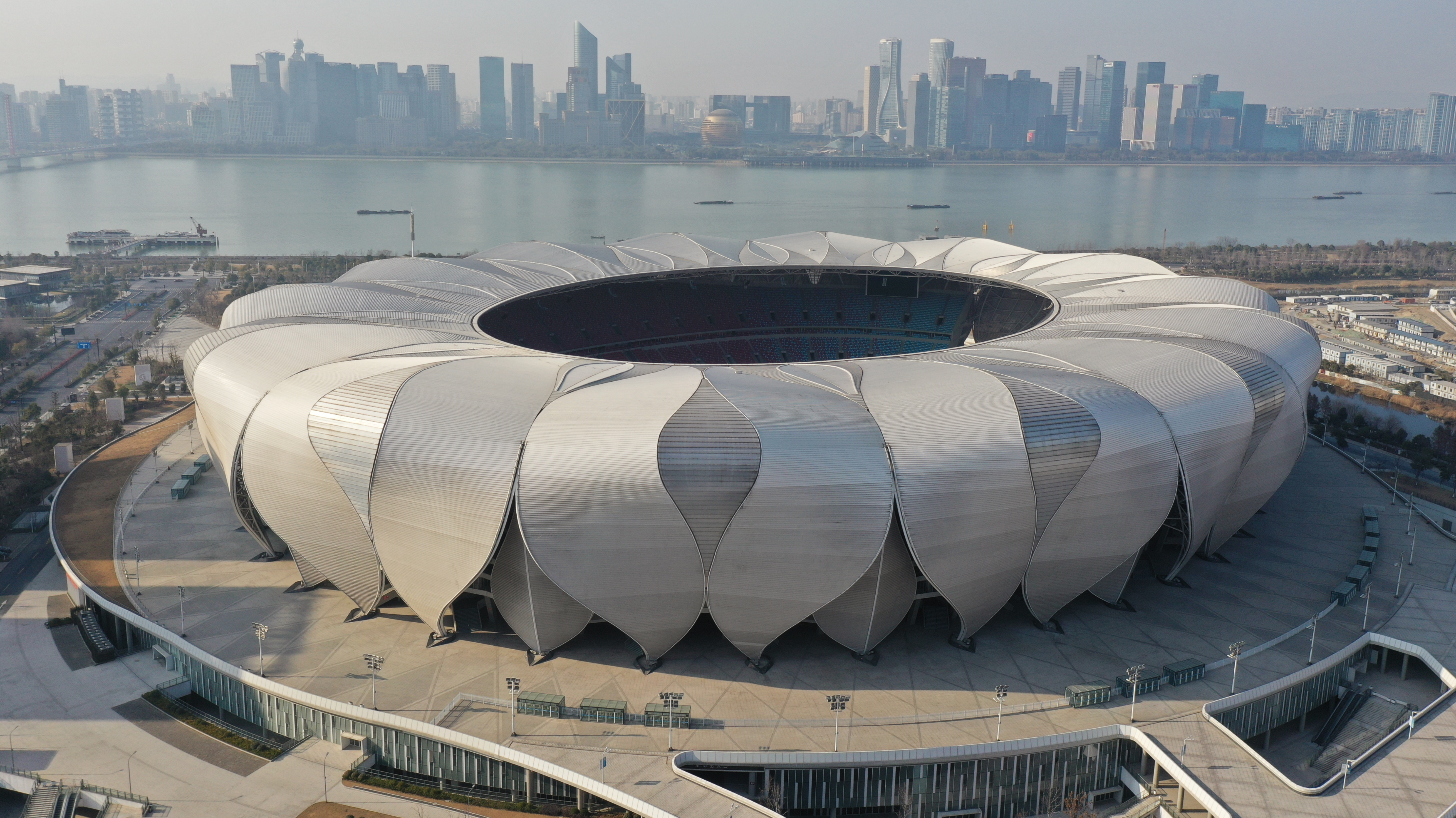
Estadio de fútbol de Hangzhou
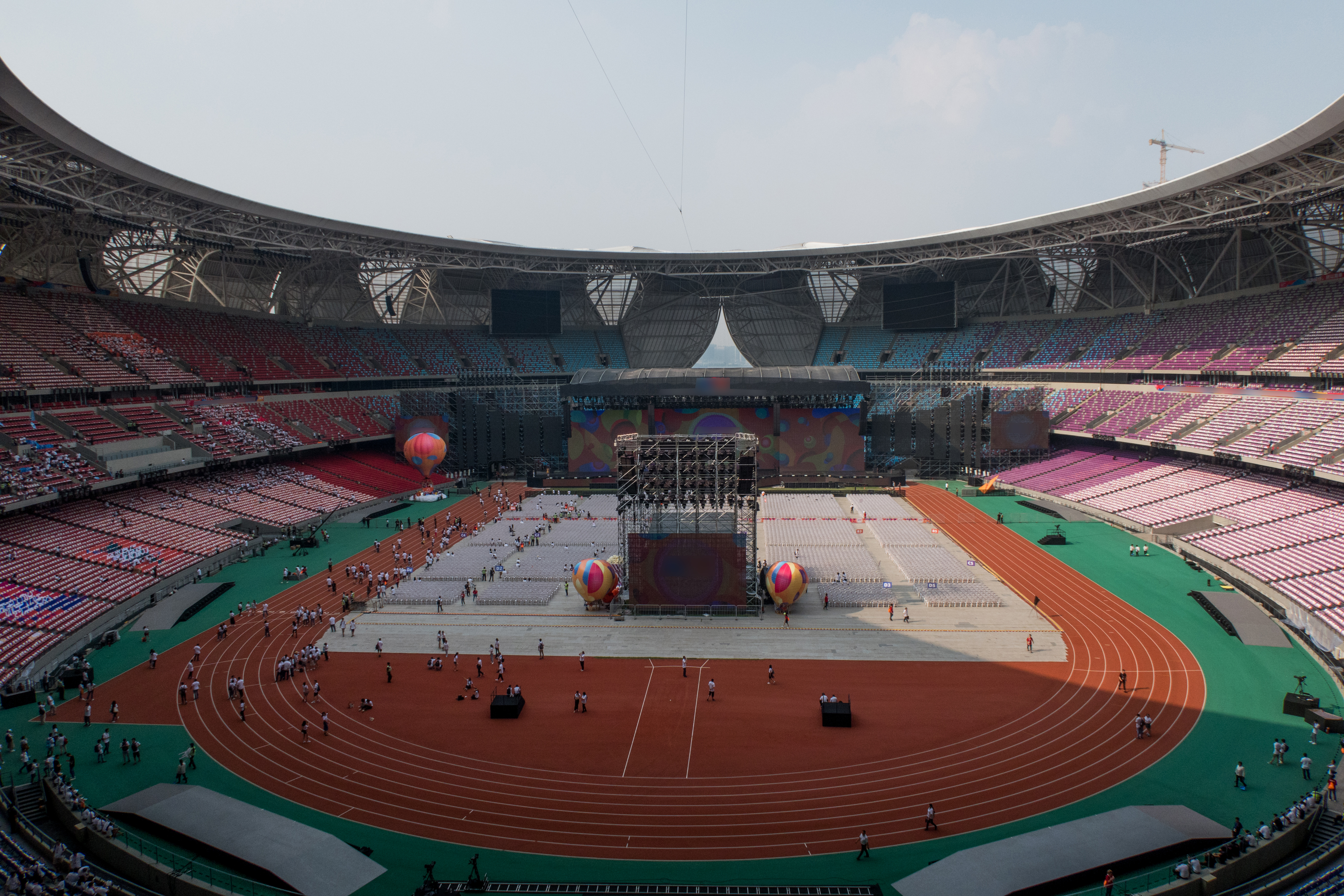
Interior del estadio de Hangzhou
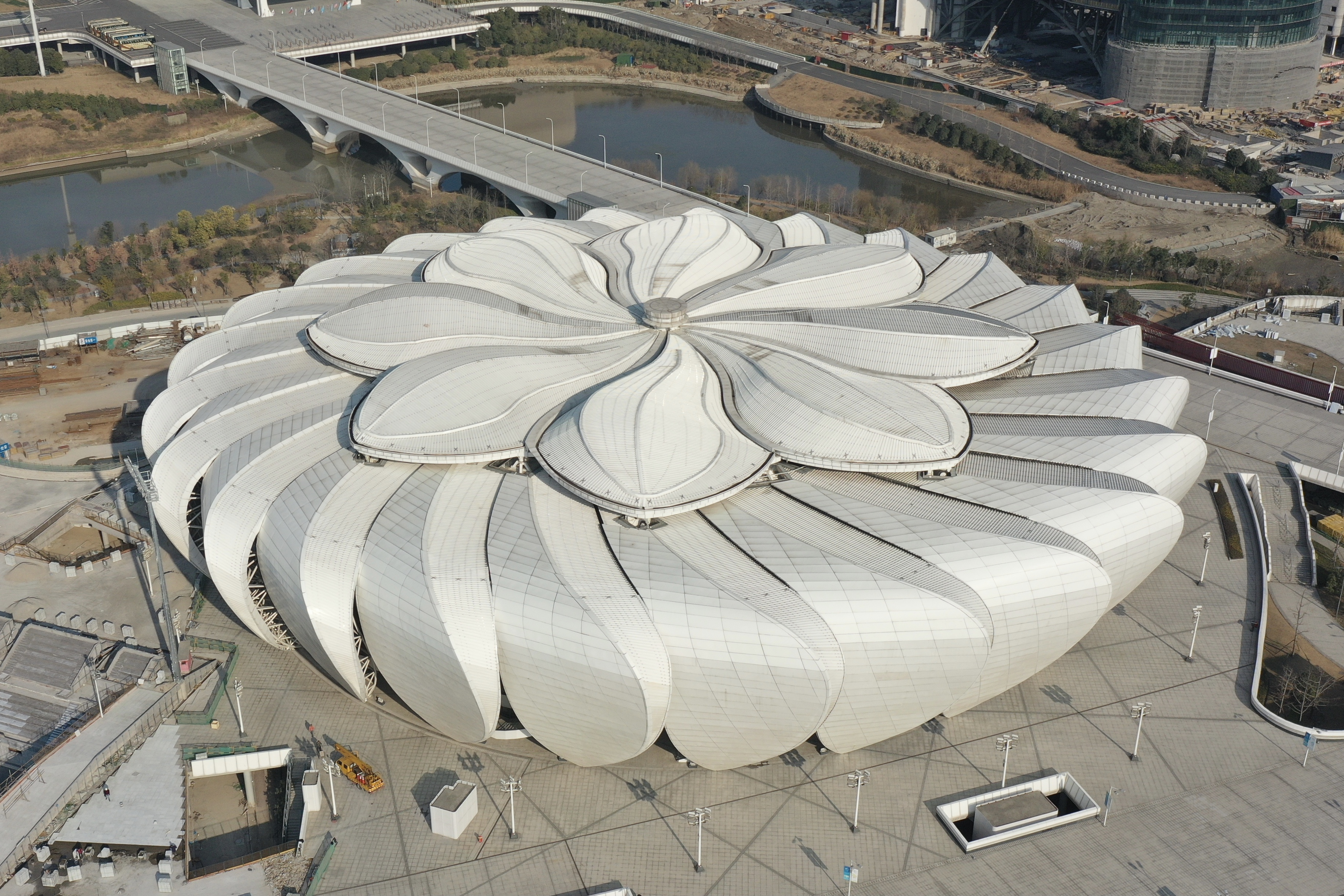
Estadio cubierto de Tenis